# V8 Supercar Championship Series 2008
Artykuł dotyczy sezonu 2008 wyścigów V8 Supercar Championship Series. Rozpoczął się on 23 lutego na torze Adelaide Street Circuit a zakończył 7 grudnia na torze Oran Park Raceway. Składał się z czternastu rund, z których dwie były pojedynczymi wyścigami długodystansowymi.

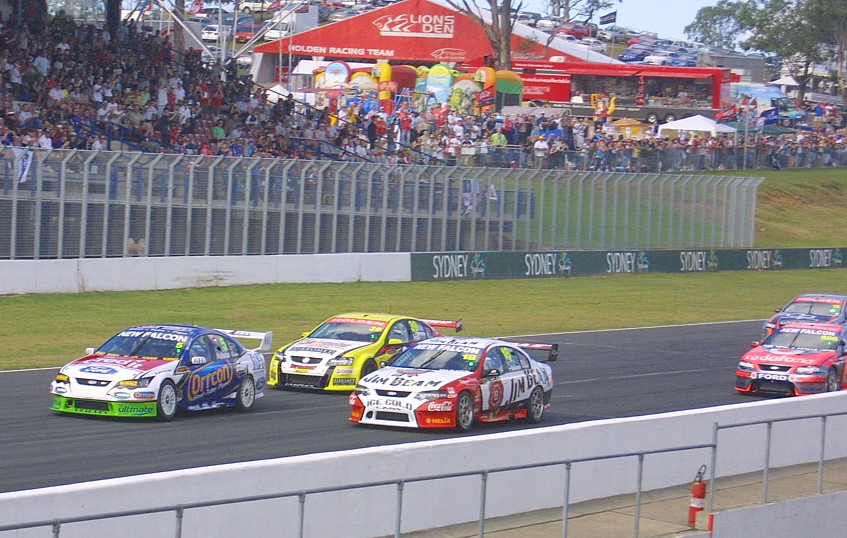
Start do wyścigu na torze Eastern Creek Raceway

Tytuł mistrzowski zdobył Jamie Whincup.

## Kalendarz
| Runda | Wyścig                                                                                    | Zwycięzca                   |
| ----- | ----------------------------------------------------------------------------------------- | --------------------------- |
| 1     | Clipsal 500 21-24 lutego, Adelaide Street Circuit                                         | Jamie Whincup               |
| 2     | Eastern Creek 7-9 marca, Eastern Creek Raceway                                            | Will Davison                |
| 3     | Hamilton 400 18-20 kwietnia, Hamilton Street Circuit                                      | Garth Tander                |
| 4     | BigPond 400 9-11 maja, Barbagallo Raceway                                                 | Mark Winterbottom           |
| 5     | Midas 400 7-9 czerwca, Sandown International Raceway                                      | Jamie Whincup               |
| 6     | Skycity Triple Crown 4-6 lipca, Hidden Valley Raceway                                     | Steven Richards             |
| 7     | City of Ipswich 400 18-20 lipca, Queensland Raceway                                       | Mark Winterbottom           |
| 8     | Winton 1-3 sierpnia, Winton Motor Raceway                                                 | Garth Tander                |
| 9     | L&H 500 12-14 września, Phillip Island Grand Prix Circuit                                 | Garth Tander Mark Skaife    |
| 10    | Supercheap Auto Bathurst 1000 9-12 października, Mount Panorama Circuit                   | Craig Lowndes Jamie Whincup |
| 11    | The Coffee Club V8 Supercar Challenge 23-26 października, Surfers Paradise Street Circuit | Jamie Whincup               |
| 12    | Gulf Air Desert 400 6-8 listopada, Bahrain International Circuit                          | Jamie Whincup               |
| 13    | Falken Tasmania Challenge 21-23 listopada, Symmons Plains Raceway                         | Jamie Whincup               |
| 14    | NRMA Motoring & Services Grand Finale 4-7 grudnia, Oran Park Raceway                      | Garth Tander                |

## Lista startowa
| Zespół                                | Samochód            | Nr  | Kierowcy                                                          | Drudzy kierowcy (w wyścigach długodystansowych) |
| ------------------------------------- | ------------------- | --- | ----------------------------------------------------------------- | ----------------------------------------------- |
| Holden Racing Team                    | Holden VE Commodore | 1   | Garth Tander                                                      | Glenn Seton Craig Baird                         |
| Holden Racing Team                    | Holden VE Commodore | 2   | Mark Skaife                                                       | Glenn Seton Craig Baird                         |
| Tasman Motorsport                     | Holden VE Commodore | 3   | Jason Richards                                                    | Mark Noske Dale Wood                            |
| Tasman Motorsport                     | Holden VE Commodore | 51  | Greg Murphy                                                       | Mark Noske Dale Wood                            |
| Stone Brothers Racing                 | Ford BF Falcon      | 4   | James Courtney                                                    | David Besnard                                   |
| Stone Brothers Racing                 | Ford BF Falcon      | 9   | Shane Van Gisbergen                                               | Jonathon Webb                                   |
| Ford Performance Racing               | Ford BF Falcon      | 5   | Mark Winterbottom                                                 | Luke Youlden Dean Canto                         |
| Ford Performance Racing               | Ford BF Falcon      | 6   | Steven Richards                                                   | Luke Youlden Dean Canto                         |
| Ford Performance Racing               | Ford BF Falcon      | 120 | Steven Richards                                                   | Luke Youlden Dean Canto                         |
| Perkins Engineering                   | Holden VE Commodore | 7   | Todd Kelly                                                        | Nathan Pretty Jack Perkins                      |
| Perkins Engineering                   | Holden VE Commodore | 11  | Shane Price Jack Perkins                                          | Nathan Pretty Jack Perkins                      |
| Brad Jones Racing                     | Holden VE Commodore | 12  | Andrew Jones                                                      | Brad Jones Max Wilson                           |
| Brad Jones Racing                     | Holden VE Commodore | 14  | Cameron McConville                                                | Brad Jones Max Wilson                           |
| HSV Dealer Team                       | Holden VE Commodore | 1   | Rick Kelly                                                        | Paul Radisich                                   |
| HSV Dealer Team                       | Holden VE Commodore | 16  | Paul Dumbrell                                                     | David Reynolds                                  |
| Dick Johnson Racing                   | Ford BF Falcon      | 17  | Steven Johnson                                                    | Steve Owen Warren Luff                          |
| Dick Johnson Racing                   | Ford BF Falcon      | 18  | Will Davison                                                      | Steve Owen Warren Luff                          |
| Team Kiwi Racing                      | Ford BF Falcon      | 021 | Kayne Scott Chris Pither Steve Owen Fahad Al Musalam Daniel Gaunt |                                                 |
| Britek Motorsport                     | Ford BF Falcon      | 25  | Jason Bright                                                      | Adam Macrow                                     |
| Britek Motorsport                     | Ford BF Falcon      | 26  | Marcus Marshall                                                   | Matt Halliday                                   |
| Garry Rogers Motorsport               | Holden VE Commodore | 33  | Lee Holdsworth                                                    | Greg Ritter Steven Ellery                       |
| Garry Rogers Motorsport               | Holden VE Commodore | 34  | Michael Caruso                                                    | Greg Ritter Steven Ellery                       |
| Paul Morris Motorsport                | Holden VE Commodore | 39  | Russell Ingall                                                    | Boris Said Matt Neal                            |
| Paul Morris Motorsport                | Holden VE Commodore | 67  | Paul Morris                                                       | Boris Said Matt Neal                            |
| Paul Weel Racing                      | Holden VE Commodore | 50  | Andrew Thompson                                                   | Paul Weel                                       |
| Rod Nash Racing Tony D’Alberto Racing | Holden VE Commodore | 55  | Tony D’Alberto                                                    | Jason Bargwanna                                 |
| Triple Eight Race Engineering         | Ford BF Falcon      | 88  | Jamie Whincup                                                     | Fabrizio Giovanardi Marc Hynes                  |
| Triple Eight Race Engineering         | Ford BF Falcon      | 888 | Craig Lowndes                                                     | Fabrizio Giovanardi Marc Hynes                  |
| Paul Cruickshank Racing               | Ford BF Falcon      | 111 | Fabian Coulthard                                                  | John McIntyre Alex Davison                      |
| Ford Rising Stars Racing              | Ford BF Falcon      | 777 | Michael Patrizi                                                   | Grant Denyer Karl Reindler                      |

## Wyniki i klasyfikacja
| Miejsce | Kierowca            | Nr      | Marka | ADE | EAS | HAM | BAR | SAN | HID | QLD | WIN | PHI | BAT | SUR | BAH | SYM | ORA | Kary | Suma punktów |
| ------- | ------------------- | ------- | ----- | --- | --- | --- | --- | --- | --- | --- | --- | --- | --- | --- | --- | --- | --- | ---- | ------------ |
| 1       | Jamie Whincup       | 88      |       | 300 | 240 | NW  | 236 | 286 | 214 | 210 | 272 | 258 | 300 | 300 | 300 | 292 | 124 | 0    | 3332         |
| 2       | Mark Winterbottom   | 5       |       | 138 | 244 | 190 | 300 | 252 | 278 | 292 | 138 | 211 | 240 | 258 | 188 | 246 | 104 | 0    | 3079         |
| 3       | Garth Tander        | 1       |       | 84  | 242 | 300 | 270 | 176 | 272 | 240 | 272 | 252 | 138 | 276 | 114 | 164 | 260 | -12  | 3048         |
| 4       | Craig Lowndes       | 888     |       | 129 | 210 | 138 | 234 | 186 | 154 | 124 | 190 | 258 | 300 | 180 | 264 | 252 | 252 | 0    | 2871         |
| 5       | Will Davison        | 18      |       | 96  | 260 | 82  | 202 | 112 | 186 | 216 | 272 | 235 | 204 | 168 | 120 | 222 | 120 | 0    | 2495         |
| 6       | James Courtney      | 4       |       | 57  | 114 | 252 | 154 | 234 | 140 | 260 | 132 | 201 | 258 | 104 | 230 | 88  | 222 | 0    | 2446         |
| 7       | Rick Kelly          | 15      |       | 192 | 240 | 240 | 210 | 146 | 180 | 104 | 194 | 196 | 90  | 142 | 112 | 148 | 236 | 0    | 2430         |
| 8       | Steven Richards     | 6       |       | 171 | 80  | 270 | 200 | 118 | 284 | 176 | 96  | 211 | 240 | 154 | 190 | 36  | 202 | -12  | 2416         |
| 9       | Russell Ingall      | 39      |       | 63  | 192 | 48  | 70  | 212 | 212 | 264 | 128 | 173 | 102 | 198 | 246 | 102 | 226 | 0    | 2236         |
| 10      | Steven Johnson      | 17      |       | 186 | 94  | 104 | 128 | 170 | 108 | 114 | 128 | 235 | 204 | 194 | 172 | 192 | 134 | 0    | 2163         |
| 11      | Lee Holdsworth      | 33      |       | 258 | 168 | 154 | 46  | 134 | 118 | 138 | 184 | 199 | NU  | 168 | 192 | 172 | 134 | 0    | 2065         |
| 12      | Todd Kelly          | 7       |       | 180 | 128 | 132 | 116 | 170 | 108 | 122 | 160 | 123 | 108 | 212 | 98  | 272 | 124 | 0    | 2053         |
| 13      | Fabian Coulthard    | 111     |       | 123 | 116 | 192 | 138 | 102 | 90  | 166 | 122 | 128 | 156 | 86  | 102 | 156 | 146 | 0    | 1823         |
| 14      | Mark Skaife         | 2       |       | 138 | 184 | 104 | 92  | 112 | 114 | 182 | 46  | 252 | 138 | 118 | 36  | 82  | 46  | 0    | 1644         |
| 15      | Shane Van Gisbergen | 9       |       | 180 | 88  | 98  | 98  | 228 | 142 | 100 | 114 | 160 | NU  | 80  | 134 | 74  | 118 | 0    | 1614         |
| 16      | Greg Murphy         | 51      |       | 174 | 156 | 44  | 114 | 92  | 112 | 84  | 72  | 52  | 276 | 88  | 118 | 126 | 64  | 0    | 1572         |
| 17      | Jason Richards      | 3       |       | 156 | 116 | 128 | 26  | 102 | 132 | 110 | 80  | 52  | 276 | 128 | NU  | 128 | 114 | 0    | 1548         |
| 18      | Michael Caruso      | 34      |       | 72  | 80  | 116 | 74  | 86  | 124 | 116 | 90  | 199 | NU  | 96  | 118 | 108 | 160 | 0    | 1439         |
| 19      | Jason Bright        | 25      |       | 78  | 86  | 138 | 86  | 82  | 34  | 54  | 142 | 152 | 168 | 22  | 112 | 112 | 172 | 0    | 1438         |
| 20      | Paul Morris         | 67      |       | 57  | 86  | 92  | 106 | 90  | 92  | 56  | 130 | 173 | 102 | 52  | 150 | 110 | 140 | 0    | 1436         |
| 21      | Paul Dumbrell       | 16      |       | NU  | 140 | 90  | 104 | 106 | 126 | 126 | 152 | 22  | 90  | 98  | 128 | 102 | 114 | 0    | 1398         |
| 22      | Cameron McConville  | 14      |       | 129 | 120 | 172 | 104 | 138 | 84  | 142 | 80  | 49  | NU  | 72  | 92  | 82  | 106 | 0    | 1370         |
| 23      | Marcus Marshall     | 26      |       | 114 | 44  | 76  | 94  | 50  | 86  | NU  | 78  | 99  | 126 | 72  | 106 | 90  | 78  | 0    | 1113         |
| 24      | Andrew Jones        | 12      |       | 120 | 50  | 122 | 132 | 114 | 68  | 82  | 92  | 49  | NU  | 60  | 68  | 84  | 30  | 0    | 1071         |
| 25      | Tony D’Alberto      | 55      |       | 54  | 54  | 96  | 82  | 60  | 98  | 74  | 102 | 38  | NU  | 56  | 90  | 54  | 32  | 0    | 890          |
| 26      | Michael Patrizi     | 777     |       |     |     | 60  | 90  | 18  | 80  | 64  | 72  | 102 | 96  | 54  | 72  | 92  | 48  | 0    | 848          |
| 27      | Shane Price         | 11      |       | 42  | 88  | 60  | 66  | 98  | 70  | 88  | 100 | 123 | 108 |     |     |     |     | 0    | 843          |
| 28      | Andrew Thompson     | 50      |       | 45  | 88  | 40  | 68  | 68  | 36  | 48  | 74  | 84  | WD  | 56  | 34  | 66  | 64  | 0    | 771          |
| 29      | Jack Perkins        | 11      |       |     |     |     |     |     |     |     |     | 158 | 180 | 98  | 72  | 46  | 66  | 0    | 620          |
| 30      | David Besnard       | 4       |       |     |     |     |     |     |     |     |     | 201 | 258 |     |     |     |     | 0    | 459          |
| 31      | Kayne Scott         | 021     |       | 102 |     | 66  | 46  | 66  | 42  | 40  |     | NW  | NU  |     |     |     |     | 0    | 362          |
| 32      | Steve Owen          | 17, 021 |       |     |     |     |     |     |     |     |     | 115 | 144 | 92  |     |     |     | 0    | 351          |
| 33      | Brad Jones          | 14      |       |     |     |     |     |     |     |     |     | 121 | 222 |     |     |     |     | 0    | 343          |
| 33      | Max Wilson          | 14      |       |     |     |     |     |     |     |     |     | 121 | 222 |     |     |     |     | 0    | 343          |
| 35      | Nathan Pretty       | 11      |       |     |     |     |     |     |     |     |     | 158 | 180 |     |     |     |     | 0    | 338          |
| 36      | Adam Macrow         | 25      |       |     |     |     |     |     |     |     |     | 152 | 168 |     |     |     |     | 0    | 320          |
| 37      | Warren Luff         | 17      |       |     |     |     |     |     |     |     |     | 115 | 144 |     |     |     |     | 0    | 259          |
| 38      | Dean Canto          | 5       |       |     |     |     |     |     |     |     |     | 60  | 192 |     |     |     |     | 0    | 252          |
| 38      | Luke Youlden        | 5       |       |     |     |     |     |     |     |     |     | 60  | 192 |     |     |     |     | 0    | 252          |
| 40      | Steven Ellery       | 34      |       |     |     |     |     |     |     |     |     | 131 | 114 |     |     |     |     | 0    | 245          |
| 40      | Greg Ritter         | 34      |       |     |     |     |     |     |     |     |     | 131 | 114 |     |     |     |     | 0    | 245          |
| 42      | Mark Noske          | 51      |       |     |     |     |     |     |     |     |     | 94  | 132 |     |     |     |     | 0    | 226          |
| 42      | Dale Wood           | 51      |       |     |     |     |     |     |     |     |     | 94  | 132 |     |     |     |     | 0    | 226          |
| 44      | Matt Halliday       | 26      |       |     |     |     |     |     |     |     |     | 99  | 126 |     |     |     |     | 0    | 225          |
| 45      | Fabrizio Giovanardi | 88      |       |     |     |     |     |     |     |     |     | 102 | 120 |     |     |     |     | 0    | 222          |
| 45      | Marc Hynes          | 88      |       |     |     |     |     |     |     |     |     | 102 | 120 |     |     |     |     | 0    | 222          |
| 47      | Paul Radisich       | 15      |       |     |     |     |     |     |     |     |     | 196 | WD  |     |     |     |     | 0    | 196          |
| 48      | Jonathon Webb       | 9       |       |     |     |     |     |     |     |     |     | 160 | NU  |     |     |     |     | 0    | 160          |
| 49      | Alex Davison        | 111     |       |     |     |     |     |     |     |     |     |     | 156 |     |     |     |     | 0    | 156          |
| 50      | Chris Pither        | 021     |       |     | 58  |     |     |     |     |     | 72  | NW  | NU  |     |     |     |     | 0    | 130          |
| 51      | John McIntyre       | 111     |       |     |     |     |     |     |     |     |     | 128 |     |     |     |     |     | 0    | 128          |
| 52      | Craig Baird         | 2       |       |     |     |     |     |     |     |     |     | 118 | NU  |     |     |     |     | 0    | 118          |
| 52      | Glenn Seton         | 2       |       |     |     |     |     |     |     |     |     | 118 | NU  |     |     |     |     | 0    | 118          |
| 54      | Daniel Gaunt        | 021     |       |     |     |     |     |     |     |     |     |     |     |     |     | 64  | 48  | 0    | 112          |
| 55      | Grant Denyer        | 777     |       |     |     |     |     |     |     |     |     | 102 |     |     |     |     |     | 0    | 102          |
| 56      | Karl Reindler       | 777     |       |     |     |     |     |     |     |     |     |     | 96  |     |     |     |     | 0    | 96           |
| 57      | Matt Neal           | 67      |       |     |     |     |     |     |     |     |     | 94  | NU  |     |     |     |     | 0    | 94           |
| 57      | Boris Said          | 67      |       |     |     |     |     |     |     |     |     | 94  | NU  |     |     |     |     | 0    | 94           |
| 59      | Paul Weel           | 50      |       |     |     |     |     |     |     |     |     | 84  | WD  |     |     |     |     | 0    | 84           |
| 60      | Fahad Al Musalam    | 021     |       |     |     |     |     |     |     |     |     |     |     |     | 46  |     |     | 0    | 46           |
| 61      | Jason Bargwanna     | 55      |       |     |     |     |     |     |     |     |     | 38  | NU  |     |     |     |     | 0    | 38           |
| 62      | David Reynolds      | 16      |       |     |     |     |     |     |     |     |     | 22  | WD  |     |     |     |     | 0    | 22           |
| Miejsce | Kierowca            | Nr      | Marka | ADE | EAS | HAM | BAR | SAN | HID | QLD | WIN | PHI | BAT | SUR | BAH | SYM | ORA | Kary | Suma punktów |

| Klucz punktacji        | Klucz punktacji | Klucz punktacji | Klucz punktacji | Klucz punktacji | Klucz punktacji | Klucz punktacji | Klucz punktacji | Klucz punktacji | Klucz punktacji | Klucz punktacji | Klucz punktacji | Klucz punktacji | Klucz punktacji | Klucz punktacji | Klucz punktacji | Klucz punktacji | Klucz punktacji | Klucz punktacji | Klucz punktacji | Klucz punktacji | Klucz punktacji | Klucz punktacji | Klucz punktacji | Klucz punktacji | Klucz punktacji | Klucz punktacji | Klucz punktacji | Klucz punktacji | Klucz punktacji |
| Miejsce                | 1               | 2               | 3               | 4               | 5               | 6               | 7               | 8               | 9               | 10              | 11              | 12              | 13              | 14              | 15              | 16              | 17              | 18              | 19              | 20              | 21              | 22              | 23              | 24              | 25              | 26              | 27              | 28              | 29              |
| ---------------------- | --------------- | --------------- | --------------- | --------------- | --------------- | --------------- | --------------- | --------------- | --------------- | --------------- | --------------- | --------------- | --------------- | --------------- | --------------- | --------------- | --------------- | --------------- | --------------- | --------------- | --------------- | --------------- | --------------- | --------------- | --------------- | --------------- | --------------- | --------------- | --------------- |
| standardowy            | 100             | 92              | 86              | 80              | 74              | 68              | 64              | 60              | 56              | 52              | 48              | 46              | 44              | 42              | 40              | 38              | 36              | 34              | 32              | 30              | 28              | 26              | 24              | 22              | 20              | 18              | 16              | 14              | 12              |
| Clipsal 500            | 150             | 138             | 129             | 120             | 111             | 102             | 96              | 90              | 84              | 78              | 72              | 69              | 66              | 63              | 60              | 57              | 54              | 51              | 48              | 45              | 42              | 39              | 36              | 33              | 30              | 27              | 24              | 21              | 18              |
| L&H 500 kwalifikacyjny | 50              | 46              | 43              | 40              | 37              | 34              | 32              | 30              | 28              | 26              | 24              | 23              | 22              | 21              | 20              | 19              | 18              | 17              | 16              | 15              | 14              | 13              | 12              | 11              | 10              | 9               | 8               | 7               | 6               |
| L&H 500 główny         | 200             | 184             | 172             | 160             | 148             | 136             | 128             | 120             | 112             | 104             | 96              | 92              | 88              | 84              | 80              | 76              | 72              | 68              | 64              | 60              | 56              | 52              | 48              | 44              | 40              | 36              | 32              | 28              | 24              |
| Bathurst               | 300             | 276             | 258             | 240             | 222             | 204             | 192             | 180             | 168             | 156             | 144             | 138             | 132             | 126             | 120             | 114             | 108             | 102             | 96              | 90              | 84              | 78              | 72              | 66              | 60              | 54              | 48              | 42              | 36              |

Punkty przyznawane były kierowcom którzy przejechali dystans minimum 75% wyścigu i przejechali ostatnie okrążenie. We wszystkie weekendy wyścigowe odbywały się po trzy wyścigi, a punkty były przyznawane według klucza standardowego z trzema wyjątkami:
- Zawody Clipsal 500 składały się z dwóch wyścigów na dystansie 250 km każdy i miały osobną punktację.
- Zawody L&H 500 na torze Phillip Island były podzielone na dwa wyścigi kwalifikacyjne i wyścig główny. W każdym z wyścigów kwalifikacyjnych występował jeden z kierowców zespołu, a następnie zmieniali się oni podczas wyścigu głównego na dystansie 500 km. Obaj kierowcy otrzymywali zsumowane punkty zdobyte w tych trzech wyścigach.
- Zawody w Bathurst – dwóch kierowców zmieniało się w jednym samochodzie podczas jednego wyścigu na dystansie 1000 km i otrzymali taką samą liczbę punktów za zajęte miejsce.